# Achytonix praeacuta
Achytonix praeacuta là một loài bướm đêm trong họ Noctuidae.